# Scopifera poasalis
Scopifera poasalis là một loài bướm đêm trong họ Noctuidae.